# 夏鍭
夏鍭（1455年—1537年），字德樹，号赤城，浙江台州府天台縣人，明朝政治人物。

## 生平
成化二十二年（1486年）丙午科浙江鄉試第九名舉人。成化二十三年（1487年）丁未科進士。弘治四年（1491年），謁選入都，上書請復李文祥、鄒智等官，罷免大學士劉吉。隨後忤旨，下獄，釋放。之後授南京大理寺評事，論賦斂、徭役、馬政、鹽課利弊及宗藩、戚里侵漁等事。隨後念母親年老，乞侍養，遂歸鄉，家居三十餘年。不再出仕。卒年八十三。

## 家族
曾祖夏庭藎；祖父夏太愚，封監察御史；父夏塤，右副都御史。母盧氏（封孺人）。重庆下。